# 求愛動機
〈求愛動機〉（英語：Motive，商标风格为字母全小写）是美国歌手爱莉安娜·格兰德和美国创作型饶舌歌手Doja Cat录制的歌曲。此曲由两位演唱者与維多利亞·莫內、妮娅·查尔斯、杰里米·麦金泰尔、史蒂夫·法蘭克斯、Murda Beatz和托米·布朗共同创作，后两位还担任此曲的制作。此曲是爱莉安娜第六张录音室专辑《性感到位》中的第三支曲目，由聯眾唱片发行于2020年10月30日。

## 背景
爱莉安娜在2020年5月13日的采访中首次透露了与Doja的合作，她提到她们在2019年年底进行准备一首暂时叫做〈Motivate〉的歌曲，她回忆：“我记得我写完之后发给她看，她当时在洗澡，她就像这样回我‘婊砸，我好喜欢。我在洗澡呢。’我回她‘洗澡。好的，还不急，不管怎样不会很快就开工。你可以电联我哦。’她回我：‘我等不及了。’”。然后第二天，Doja迫不及待地给爱莉安娜打去视频电话。
她写完了整个主歌部分，全部都整得明明白白。 [...] 她说“我可以唱多少？我想参加，因为这歌让我有很多灵感”，我跟她说“想唱多少随你。干它。如果有什么灵感想说的，咱们就一起完成。”于是她就开始埋头创作了，她写得非常有趣，我很喜欢。这是至今，我最喜欢的作品。——Grande，在Apple Music 1中接受贊恩·羅威的采访
爱莉安娜很欣赏Doja的个性，称她是“一股清流”，也很感激Doja的音乐才华以及她给歌曲作出的贡献。在2020年早些时候，两人参与完成了此曲，爱莉安娜希望此曲能在时机成熟的时候亮相。
最终，〈求愛動機〉在2020年10月24日得到曝光消息，确认被收录至爱莉安娜的第六张录音室专辑《性感到位》。这是爱莉安娜和Doja Cat的首部合作作品，也是两人首次与加拿大嘻哈音樂制作人Murda Beatz的合作作品。

## 创作
〈求愛動機〉是一首一首欢快的流行舞曲、電子浩室和微浩室流派的歌曲。流行舞曲风格曾出现在爱莉安娜的早期作品〈下不為例〉当中。歌曲主歌运用了低音迪斯科弹跳元素，在Doja Cat的部分中运用南加州嘻哈元素。歌曲讲述了情侣中的一人对于另一半在一起的動機产生怀疑。《衛報》的记者亚历克西斯·彼得里奇认为歌曲中含有“浩室节奏和浓厚的電子舞曲氛围”。

## 乐评反响
〈求愛動機〉在《告示牌》乐评人杰森·利普舒茨（Jason Lipshutz）的整张专辑评分中排名在第四。他写道这首歌曲都在“快节奏”和“制作的重音”下烘托。他评价Doja Cat的饶舌是“为广播特制”（意为无脏话），并期待此曲能「不久后在40强中稳居」。《Clash》的布兰顿·布兰切特（Brenton Blanchet）认为Doja在她自己主歌前的“yuh”十分“有品味”。《新音乐快递》的汉娜·迈尔瑞亚（Hannah Mylrea）写道“歌曲中的跳跃电子浩室是一种甜蜜的享受”。《每日电讯报》的凯特·所罗门（Kate Solomon）认为歌曲是「专辑的高光之一」，认为是一支「为电台制作的热门歌曲」，并称作“专辑中少数能从性交结束后困倦的依偎中加快步调的歌曲”。《旗帜晚报》的大卫·史密斯（David Smyth）称赞爱莉安娜的声音在Doja的饶舌主歌下衬托的“如此轻盈地飘动”。《时尚芭莎》的埃丽卡·冈萨雷斯（Erica Gonzales）描述这首歌曲“如地狱般吸引人”，写道“这首曲子也非常欢快，也非常适合我们的虚拟舞池（a.k.a.我们的厨房和卧室）。” 《偏锋杂志》的亚历克斯·坎普（Alexa Camp）认为这首歌曲有着“令人欣慰的改变”，鉴于爱莉安娜的上一张专辑《謝謝，下一位》缺少快节奏的曲目。
《混音器》的沙德·德索萨（Shaad D'Souza）认为这首歌是“专辑中最具活力的时刻”，他认为这首曲子拥有最显著的节奏变化，以及除了主打歌 〈性感到位〉之外最强的记忆点。然而，他认为“爱莉安娜在浩室氛围的节拍上歌唱”有些“廉价”，他写道，爱莉安娜跟着流行音乐的潮流似乎“不合时宜”。
《Pitchfork》的丹妮·布鲁姆（Dani Blum）认为，如果这首歌是在其他年份写的，可能会成为“互联网上的爆曲”，但会“转瞬即逝”。《Spin》的鲍比·奥利维尔（Bobby Olivier）认为这首歌曲是“唱得好听的快餐歌曲”。《獨立報》的亚当·怀特（Adam White）认为这首歌曲令人失望。《前音後果》的玛丽·西罗基（Mary Siroky）认为这首歌是专辑里的“糟粕”。

### 年终榜单
《衛報》的阿里姆·凯拉吉（Alim Kheraj）将此曲放在他的2020年度喜爱歌单的第19位。

## 人员名单
名单整理自Tidal和专辑内页。
人员
- 爱莉安娜·格兰德 – 演唱，和声，创作，歌声制作，歌声编排，音频工程
- Doja Cat – 创作
- 維多利亞·莫內 – 创作
- 妮娅·查尔斯 – 创作
- Murda Beatz – 创作，制作
- 托米·布朗 – 创作，制作
- 法蘭克斯先生（英语：Steven Franks） – 创作，联合制作
- 杰里米·麦金泰尔（Jeremy McIntyre） – 创作
- Joseph L'Étranger – 联合制作
- 比利·希基（Billy Hickey） – 音频工程，混音工程
- – 母带
- 塞尔班·吉尼亚 – 混音

录音和管理
- 录音场所：爱莉安娜的家（洛杉矶）
- 混音场所：MixStar Studios（維珍尼亞海灘）
- 母带制作场所：Sterling Sound (纽约）
- 出版：环球音乐集团（ASCAP）/GrandAriMusic（ASCAP），愛貝克思音乐出版（ASCAP），Amnija/Songs of Universal（BMI），Victoria Monét Music Publishing/BMG Gold Songs（ASCAP）和Reservoir Media Music（ASCAP）；所有权利由Reservoir Media Management, Inc.于全球管理
- Doja Cat带来RCA唱片的问候

注释
- 在专辑的发行实体中，Doja Cat署名为客串艺人。
- 在专辑的发行实体中，爱莉安娜、Doja Cat、维多利亚和妮娅署名为“歌词和旋律”。

## 榜单
| 榜单（2020）                         | 最高 排名 |
| ------------------------------------ | --------- |
| 澳大利亚（澳大利亚唱片业协会單曲榜） | 19        |
| 奥地利（Ö3四十强单曲榜）             | 62        |
| 加拿大（Canadian Hot 100）           | 25        |
| 法国（法國唱片出版業公會單曲榜）     | 128       |
| 全球二百强（《告示牌》）             | 16        |
| 希腊（IFPI）                         | 37        |
| 愛爾蘭（愛爾蘭唱片音樂協會单曲榜）   | 13        |
| 立陶宛（AGATA）                      | 21        |
| 新西兰（新西兰唱片音乐协会单曲榜）   | 29        |
| 葡萄牙（葡萄牙唱片業協會单曲榜）     | 28        |
| 新加坡（RIAS）                       | 22        |
| 瑞典（瑞典最熱榜）                   | 84        |
| 瑞士（瑞士热门音乐榜）               | 63        |
| 英國（官方榜单公司單曲榜）           | 16        |
| 美国（《告示牌》百大單曲榜）         | 32        |
| 美国《滚石》一百强                   | 9         |

## 认证
| 地區                           | 认证 | 认证单位/销量 |
| ------------------------------ | ---- | ------------- |
| 挪威（國際唱片業協會挪威分会） | 金   | 30,000‡       |
| 波兰（波蘭音像製造商協會）     | 金   | 25,000‡       |
| ‡僅含認證的+實際銷量           |      |               |